# Caballo Clydesdale
Clydesdale es una raza escocesa de caballos de tiro. Lleva el nombre de su área de origen, el Clydesdale o valle del río Clyde, gran parte del cual se encuentra dentro del  condado de Lanarkshire, en Escocia.

## Orígenes
Los orígenes de la raza se encuentran en el siglo XVIII, cuando se importaron sementales flamencos a Escocia y se aparearon con yeguas locales; en el siglo XIX, se introdujo la sangre de Shire.  El primer uso registrado del nombre "Clydesdale" para la raza fue en 1826; los caballos se extendieron por gran parte de Escocia y el norte de Inglaterra. Después de que se formara la sociedad de razas en 1877, se exportaron miles de Clydesdale a muchos países del mundo, particularmente a Australia y Nueva Zelanda. A principios del siglo XX, los números comenzaron a caer, tanto porque muchos fueron utilizados en la Primera Guerra Mundial como por la creciente mecanización de la agricultura. En la década de 1970, el Rare Breeds Survival Trust consideraba que la raza era vulnerable a la extinción. Desde entonces, los números han aumentado ligeramente, pero la raza todavía figura como vulnerable.
Es un caballo grande y poderoso, aunque ahora no tan pesado como en el pasado.  Tradicionalmente se utilizaba para tracción, tanto en la agricultura como en el transporte por carretera . Ahora es principalmente un caballo de carruaje . Puede ser montado o conducido en desfiles o procesiones; algunos han sido utilizados como caballos de tambor por la Household Cavalry, mientras que en los Estados Unidos la cervecería Anheuser-Busch utiliza un equipo emparejado de ocho de ellos para publicidad.

## Historia

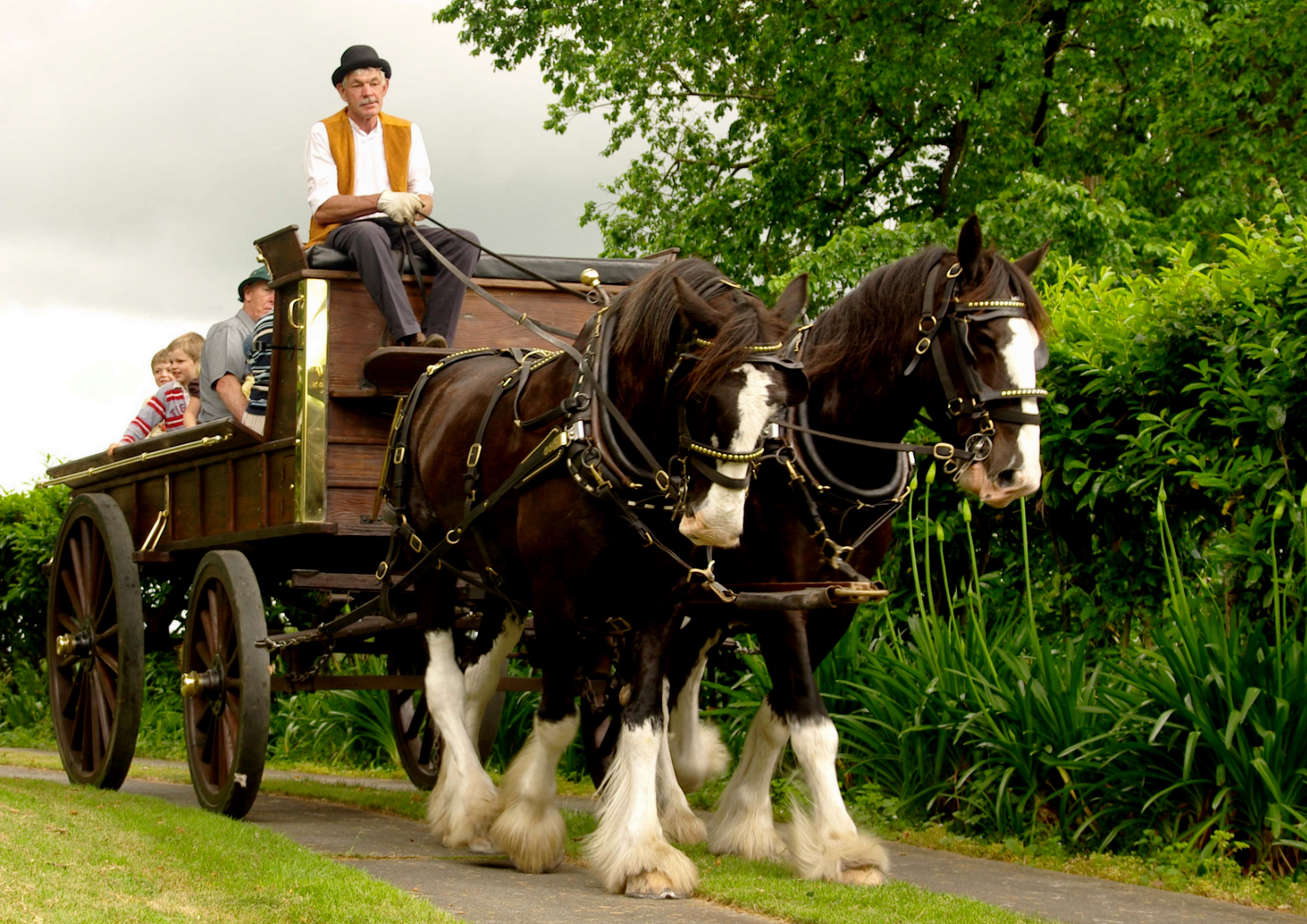
Dos Clydesdales de Nueva Zelanda tirando de un carromato.

El Clydesdale toma su nombre de Clydesdale, el antiguo nombre de Lanarkshire, conocido por el río Clyde. A mediados del siglo XVIII, se importaron sementales flamencos a Escocia y se criaron con yeguas locales, lo que dio como resultado potros que eran más grandes que la población local existente. Estos incluyeron un  semental negro sin nombre importado de Inglaterra por un John Paterson de Lochlyloch y un semental marrón oscuro sin nombre propiedad del duque de Hamilton.
Otro semental destacado fue un semental de caballo de 165 cm de linaje desconocido llamado Blaze. Los pedigríes escritos se mantuvieron de estos potros a partir de principios del siglo XIX, y en 1806, nació una potra, más tarde conocida como "yegua Lampits" por el nombre de la granja de su dueño, que remonta su linaje al semental negro. Esta yegua está incluida en la ascendencia de casi todos los Clydesdale que viven en la actualidad. Uno de sus potros fue el Caballo Negro de Thompson (conocido como Glancer), que iba a tener una influencia significativa en la raza Clydesdale.
El primer uso registrado del nombre "Clydesdale" en referencia a la raza fue en 1826 en una exposición en Glasgow. Otra teoría de su origen, la que ellos son descendientes de caballos flamencos traídos a Escocia ya en el siglo XV, fue difundida a fines del siglo XVIII. Sin embargo, incluso el autor de esa teoría admitió que la historia común de su ascendencia es más probable.
En Escocia existía un sistema de contratación de sementales entre distritos, con registros escritos que se remontaban a 1837. Este programa consistía en sociedades locales de mejoramiento de la agricultura que realizaban exposiciones de razas para elegir el mejor semental, cuyo propietario recibía un premio monetario. Luego, se requirió al propietario, a cambio de dinero adicional, para que llevara al semental a lo largo de un área designada, cubriendo a las yeguas locales. A través de este sistema y por compra, se enviaron sementales Clydesdale a toda Escocia y al norte de Inglaterra.

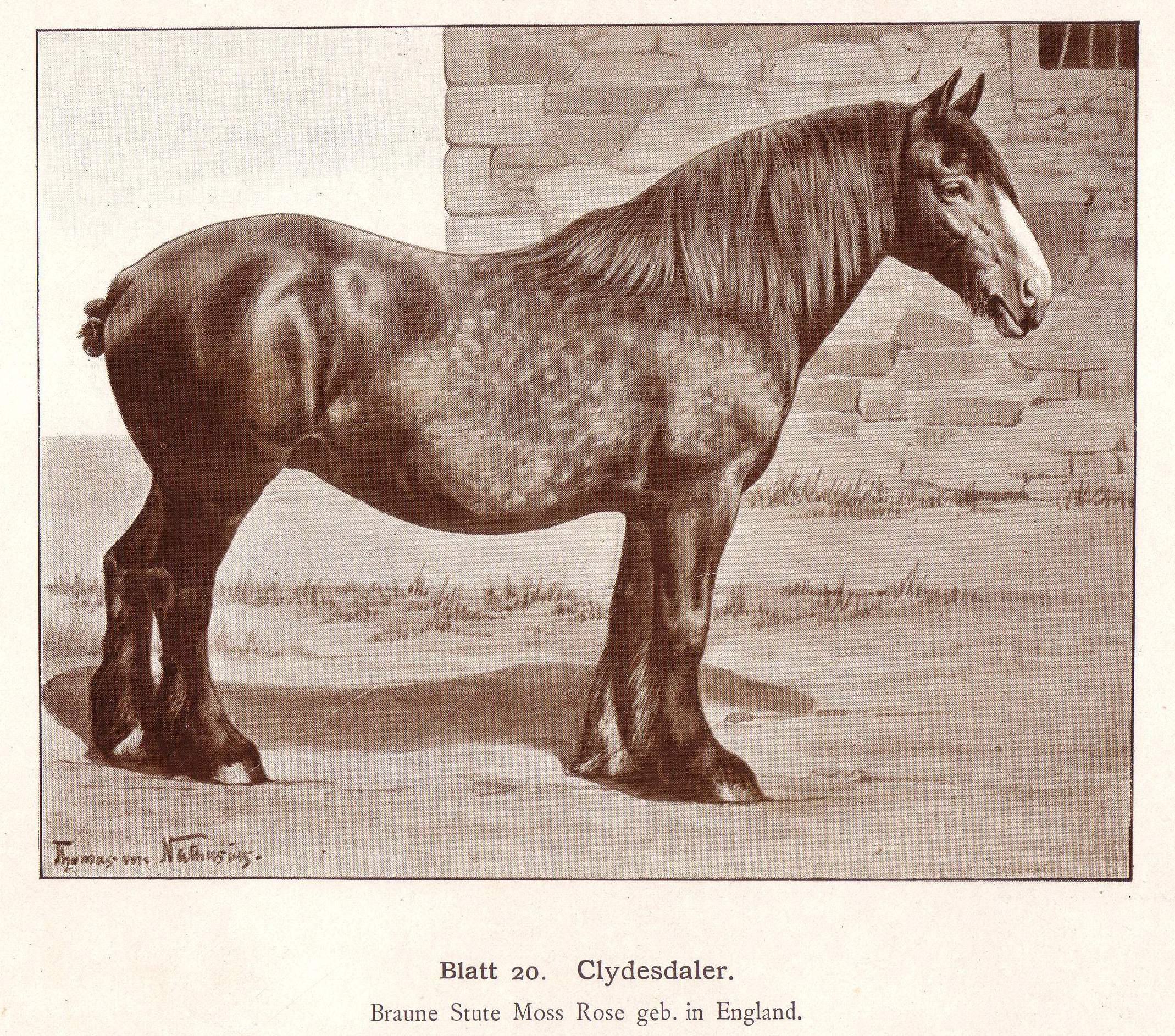
Un dibujo de 1904 de una yegua Clydesdale.

A través de un extenso cruce con yeguas locales, estos sementales extendieron el tipo Clydesdale por todas las áreas donde fueron colocados, y en 1840, los caballos de tiro escoceses y el Clydesdale eran uno y lo mismo. [9] En 1877, se formó la Clydesdale Horse Society of Scotland, seguida en 1879 por la American Clydesdale Association (más tarde rebautizada como Clydesdale Breeders of the USA), que sirvió a los entusiastas de las razas estadounidenses y canadienses. El primer libro genealógico estadounidense se publicó en 1882. En 1883, se fundó la Select Clydesdale Horse Society, de corta duración, para competir con la Clydesdale Horse Society. Fue iniciado por dos criadores dedicados a mejorar la raza, quienes también fueron responsables en gran parte de la introducción de sangre de Shire en el Clydesdale.
Un gran número de Clydesdales se exportó desde Escocia a finales del siglo XIX y principios del XX, y 1617 sementales abandonaron el país solo en 1911. Entre 1884 y 1945, se emitieron certificados de exportación para 20 183 caballos. Estos caballos se exportaron a otros países del Imperio británico, así como a América del Norte y del Sur, Europa continental y Rusia. 
La Primera Guerra Mundial tuvo el reclutamiento de miles de caballos para el esfuerzo de guerra, y después de la guerra, el número de razas disminuyó a medida que las granjas se mecanizaron cada vez más. Este declive continuó entre las guerras. Después de la Segunda Guerra Mundial, el número de sementales reproductores Clydesdale en Inglaterra se redujo de más de 200 en 1946 a 80 en 1949. En 1975, Rare Breeds Survival Trust los consideraba vulnerables a la extinción, lo que significa que quedaban menos de 900 hembras reproductoras. en el Reino Unido.
Muchos de los caballos exportados de Escocia en los siglos XIX y XX fueron a Australia y Nueva Zelanda. En 1918, se formó la Commonwealth Clydesdale Horse Society como la asociación de la raza en Australia. Entre 1906 y 1936, los Clydesdales se criaron tan extensamente en Australia que casi se desconocían otras razas de tiro. A finales de la década de 1960, se observó que "en Victoria y Nueva Zelanda se crían excelentes caballos Clydesdale; pero, al menos en el primer lugar, se considera aconsejable mantener el tipo con frecuentes importaciones de Inglaterra". Más de 25 000 Clydesdales se registraron en Australia entre 1924 y 2008. La popularidad del Clydesdale hizo que se le llamara "la raza que construyó Australia".
En la década de 1990, las cifras comenzaron a aumentar. En 2005, el Rare Breeds Survival Trust había movido la raza al estado "en riesgo",  lo que significa que había menos de 1500 hembras reproductoras en el Reino Unido. En 2010 se había vuelto a colocar en "vulnerable". En 2010, el Clydesdale fue catalogado como "vigilante" por la American Livestock Breeds Conservancy , lo que significa que se registraron menos de 2500 caballos anualmente en los EE. UU. Y había menos de 10 000 en todo el mundo. En 2010, la población mundial se estimó en 5000, con alrededor de 4000 en los EE. UU. Y Canadá,  800 en el Reino Unido, y el resto en otros países, incluidos Rusia, Japón, Alemania y Sudáfrica.

## Características
La morfología del Clydesdale ha cambiado mucho a lo largo de su historia. En las décadas de 1920 y 1930, era un caballo compacto más pequeño que el Shire, el percherón y el tiro belga. A partir de la década de 1940, los reproductores fueron seleccionados para producir caballos más altos que tuvieran un aspecto más impresionante en desfiles y espectáculos. En la actualidad, el Clydesdale mide de 162 a 183 cm de altura y pesa de 1800 a 2000 lb. Algunos machos maduros son más grandes, con una altura superior a 183 cm y un peso de hasta 997,9 kg. La raza tiene un perfil facial recto o ligeramente convexo, frente ancha y hocico ancho.
Es bien musculoso y fuerte, con cuello arqueado,  cruz alta y hombro inclinado. Las asociaciones de la raza prestan mucha atención a la calidad de los pies y las patas, así como a los movimientos en general. Sus andares son activos, con pezuñas claramente levantadas y una impresión general de potencia y calidad. Los Clydesdales son enérgicos, con unos modales descritos por la Clydesdale Horse Society como una "alegría de porte y perspectiva".
Se ha determinado que los Clydesdales corren el riesgo de padecer linfedema crónico progresivo, una enfermedad con signos clínicos que incluyen hinchazón progresiva, hiperqueratosis y fibrosis de las extremidades  distales que es similar al linfedema crónico en humanos. Otro problema de salud es una afección cutánea en la parte inferior de la pata en la que hay mucho plumaje. Coloquialmente llamada "picazón de Clyde", se cree que está causada por un tipo de sarna. Los clydesdales también son conocidos por desarrollar quemaduras solares en cualquier piel rosada (sin pigmentar) alrededor de sus caras.
Los clydesdales suelen ser de color bay, pero también presentan un patrón similar al sabino (actualmente una mutación KIT no comprobable), negro, gris y castaño. La mayoría tienen marcas blancas, incluido el blanco en la cara, los pies y las patas, y manchas ocasionales en el cuerpo (generalmente en la parte inferior del vientre).  También tienen un plumaje extenso en la parte inferior de las patas. Se cree que el ticking, las manchas en el cuerpo y las extensas marcas blancas son el resultado de la genética sabina. Algunos criadores de Clydesdale quieren marcas blancas en la cara y las patas sin el moteado en el cuerpo.
Para intentar conseguir el conjunto ideal de marcas, suelen cruzar caballos con una sola pata blanca con caballos con cuatro patas blancas y ticking sabino en el cuerpo. En promedio, el resultado es un potro con la cantidad deseada de marcas blancas. Los Clydesdales no tienen el gen Sabino 1 (SB1) responsable de causar las expresiones sabinas en muchas otras razas, y los investigadores teorizan que varios otros genes son responsables de estos patrones.
Muchos compradores pagan una prima por los caballos bayos y negros, especialmente los que tienen cuatro patas blancas y marcas faciales blancas. A menudo se prefieren colores específicos a otros rasgos físicos, y algunos compradores incluso eligen caballos con problemas de cojera, sonoridad, si tienen el color y las marcas deseadas. Los caballos de tipo sabino no son los preferidos por los compradores, a pesar de que un escritor sobre razas de tiro teoriza que son necesarios para mantener los colores y la textura del pelaje deseados. Las asociaciones de la raza, sin embargo, afirman que ningún color es malo, y que los caballos con roaning y manchas en el cuerpo son cada vez más aceptados.

## Usos
El Clydesdale se utilizaba originalmente para la agricultura, el transporte de carbón en Lanarkshire y el transporte pesado en Glasgow. Hoy en día, los Clydesdale se siguen utilizando para fines de tiro, incluyendo la agricultura, la tala de árboles y la conducción. También se utilizan para exhibiciones de caballos de tiro y espectáculos y para montar, así como para el ocio. Los Clydesdales son conocidos por ser la raza preferida por los servicios de carruajes y caballos de desfile debido a sus patas blancas y plumosas.
Junto con los caballos de carruaje, los Clydesdales también se utilizan como caballos de exhibición. Se exhiben en clases de tiro y enganche en ferias del condado y estatales, así como en exhibiciones nacionales. 
Algunos de los miembros más famosos de la raza son las yuntas que forman los enganches de los Clydesdales de Budweiser. Estos caballos fueron propiedad por primera vez de la Budweiser al final de la ley seca en Estados Unidos, y desde entonces se han convertido en un símbolo internacional tanto de la raza como de la marca. El programa de cría de Budweiser, con sus estrictas normas de color y conformación, ha influido en el aspecto de la raza en Estados Unidos hasta el punto de que mucha gente cree que los Clydesdale son siempre bayo con marcas blancas.

## Enfermedades y salud
Los Clydesdales, aunque generalmente son saludables, son propensos a ciertas enfermedades médicas. Entre las enfermedades comunes se encuentran el linfedema crónico progresivo (LCP), y la míopatía por almacenamiento de polisacáridos (PSSM), y problemas de piel bajo el espeso pelaje de las patas. También los Clydesdales corren el riesgo de parecer por ejemplo linfedema crónico progresivo y entre otras enfermedades sobre esta raza.
La míopatía por almacenamiento de polisacáridos (MSPS) es el trastorno genético más común que afecta a las razas de caballos de tiro. Esta afección metabólica hereditaria se caracteriza por un almacenamiento anormal de glucógeno en el músculo.